# Стрижівське міське поселення
Стрижі́вське міське поселення (рос. Стрижевское городское поселение) — адміністративна одиниця у складі Орічівського району Кіровської області Росії. Адміністративний центр поселення — селище міського типу Стрижі.

## Історія
Станом на 2002 рік на території сучасного поселення існували такі адміністративні одиниці:
- смт Стрижі (смт Стрижі)

Поселення було утворене згідно із законом Кіровської області від 7 грудня 2004 року № 284-ЗО у рамках муніципальної реформи.

## Населення
Населення поселення становить 3371 особа (2017; 3388 у 2016, 3390 у 2015, 3528 у 2014, 3627 у 2013, 3718 у 2012, 3730 у 2010, 4003 у 2002).